# Gamla Uppsala
Gamla Uppsala (em sueco: Gamla Uppsala; lit. Velha Uppsala; em latim: Upsaliae Vetus) é um sítio histórico, 5 quilômetros a norte da cidade de Uppsala, na Suécia. Era centro de poder e ponto de encontro de caudilhos e reis locais, assim como das suas alianças, na região da atual Uppland, na Idade do Ferro, sendo então residência real, tribunal popular (tingsplats), salão de banquetes, local de culto religioso e ponto de cruzamento de estradas da região. No sítio, estão situados os Montes, a Igreja e o Museu. Hoje em dia, a Gamla Uppsala é um bairro da cidade moderna.
Antes do século IX, não há fontes históricas fiáveis sobre ela, mas citações literárias, eivadas de elementos mais ou menos míticos. A investigação arqueológica mais recente tem levado a hipóteses e conclusões que aumentam substancialmente o conhecimento disponível sobre estas épocas remotas.
Ganhou sucessivamente uma posição central para os caudilhos (hövdingar) e reis suíones (sveakungar) a partir dos séculos VI e VII, após período de decadência geral e abandono da região entre os séculos IV e VI, cujas causas não estão determinadas.  A ideia do século XVII do papel central de Upsália no universo imaginário das sagas antigas começou a ser posta em causa no século XIX, e hoje em dia tal visão é tida como estabelecida a partir do século VI e não antes.